# Slatija-Gletscher
Der Slatija-Gletscher (bulgarisch ледник Златия lednik Slatija) ist ein 6,7 km langer und 3 km breiter Gletscher auf der Brabant-Insel im Palmer-Archipel westlich der Antarktischen Halbinsel. Er fließt nördlich des Rush-Gletschers und westlich des oberen Abschnitts des Hippokrates-Gletschers vom Aluzore Gap in westsüdwestlicher Richtung zwischen Mount Sarnegor und der Veles Bastion zur Dallmann-Bucht, die er nördlich des Sidell Spur und südlich des Fleming Point erreicht.
Britische Wissenschaftler kartierten ihn 1980 und 2008. Die bulgarische Kommission für Antarktische Geographische Namen benannte ihn 2015 nach Ortschaften im Nordwesten und -osten Bulgariens.